# Polska na Letnich Igrzyskach Paraolimpijskich 2020
Polska na Letnich Igrzyskach Paraolimpijskich 2020 – reprezentacja Polski na Letnich Igrzyskach Paraolimpijskich 2020 rozegranych w dniach 24 sierpnia–5 września 2021 roku w Tokio.

## Zdobyte medale
| Medal   | Zawodnik                       | Dyscyplina            | Konkurencja                                         | Data                |
| ------- | ------------------------------ | --------------------- | --------------------------------------------------- | ------------------- |
| Złoty   | Róża Kozakowska                | Lekkoatletyka         | Rzut maczugą (F32)                                  | 27 sierpnia(dts) br |
| Złoty   | Patryk Chojnowski              | Tenis stołowy         | Zawody indywidualne (kl. 10)                        | 29 sierpnia(dts) br |
| Złoty   | Piotr Kosewicz                 | Lekkoatletyka         | Rzut dyskiem (F52)                                  | 29 sierpnia(dts) br |
| Złoty   | Natalia Partyka, Karolina Pęk  | Tenis stołowy         | Zawody drużynowe (kl. 9–10)                         | 3 września(dts) br  |
| Złoty   | Barbara Bieganowska-Zając      | Lekkoatletyka         | Bieg na 1500 metrów (T20)                           | 3 września(dts) br  |
| Złoty   | Karolina Kucharczyk            | Lekkoatletyka         | Skok w dal (T20)                                    | 3 września(dts) br  |
| Złoty   | Renata Śliwińska               | Lekkoatletyka         | Pchnięcie kulą (F40)                                | 4 września(dts) br  |
| Srebrny | Adrian Castro                  | Szermierka na wózkach | Szabla indywidualnie (kat. B)                       | 25 sierpnia(dts) br |
| Srebrny | Michał Derus                   | Lekkoatletyka         | Bieg na 100 metrów (T47)                            | 27 sierpnia(dts) br |
| Srebrny | Rafał Czuper                   | Tenis stołowy         | Zawody indywidualne (kl. 2)                         | 30 sierpnia(dts) br |
| Srebrny | Lucyna Kornobys                | Lekkoatletyka         | Pchnięcie kulą (F34)                                | 30 sierpnia(dts) br |
| Srebrny | Róża Kozakowska                | Lekkoatletyka         | Pchnięcie kulą (F32)                                | 1 września(dts) br  |
| Srebrny | Szymon Sowiński                | Strzelectwo           | Strzelanie z pistoletu na dystansie 25 metrów (SH1) | 2 września(dts) br  |
| Brązowy | Justyna Kozdryk                | Podnoszenie ciężarów  | –45 kg                                              | 26 sierpnia(dts) br |
| Brązowy | Lech Stoltman                  | Lekkoatletyka         | Pchnięcie kulą (F55)                                | 27 sierpnia(dts) br |
| Brązowy | Maksym Chudzicki               | Tenis stołowy         | Zawody indywidualne (kl. 7)                         | 28 sierpnia(dts) br |
| Brązowy | Karolina Pęk                   | Tenis stołowy         | Zawody indywidualne (kl. 9)                         | 28 sierpnia(dts) br |
| Brązowy | Natalia Partyka                | Tenis stołowy         | Zawody indywidualne (kl. 10)                        | 28 sierpnia(dts) br |
| Brązowy | Marzena Zięba                  | Podnoszenie ciężarów  | +86 kg                                              | 30 sierpnia(dts) br |
| Brązowy | Renata Kałuża                  | Kolarstwo Szosowe     | Jazda na czas na handbike’u (H3)                    | 31 sierpnia(dts) br |
| Brązowy | Oliwia Jabłońska               | Pływanie              | 400 metrów stylem dowolnym (S10)                    | 1 września(dts) br  |
| Brązowy | Tomasz Jakimczuk, Rafał Czuper | Tenis stołowy         | Zawody drużynowe (kl. 1–2)                          | 1 września(dts) br  |
| Brązowy | Maciej Lepiato                 | Lekkoatletyka         | skok wzwyż (T44)                                    | 3 września(dts) br  |
| Brązowy | Alicja Jeromin                 | Lekkoatletyka         | Bieg na 200 metrów (T47)                            | 4 września(dts) br  |

## Reprezentanci
40 dni przed rozpoczęciem Letnich Igrzysk Paraolimpijskich 2020, 15 lipca 2021 roku, w hali COS Torwar została zorganizowana konferencja prasowa, podczas której zaprezentowano skład reprezentacji paraolimpijskiej. Ogłoszono, że Polskę będzie reprezentowało 90 zawodników (34 kobiety i 56 mężczyzn), którzy wystąpią w 12 dyscyplinach. Podczas ceremonii otwarcia chorążym zostali: lekkoatleta Maciej Lepiato oraz pływaczka Joanna Mendak. Z kolei podczas ceremonii zamknięcia igrzysk na chorążego reprezentacji wybrano badmintonistę Bartłomieja Mroza.
16 sierpnia w ogrodach Pałacu Prezydenckiego odbyła się uroczystość wręczenia nominacji paraolimpijskich. Nominacje zostały wręczone zawodnikom i przedstawicielom misji paraolimpijskiej przez Prezydenta Andrzeja Dudę wraz z małżonką Agatą Kornhauser-Dudę. Przyrzeczenie olimpijskie w imieniu wszystkich zawodników odczytała Oliwia Jabłońska, natomiast w imieniu pracowników misji – trener reprezentacji paratenisa stołowego Andrzej Ochal. Misja paraolipmijska liczyć będzie w sumie 153 osoby, a w jej składzie obok zawodników i przewodników znajdą się trenerzy, fizjoterapeuci i pracownicy misji.
| Dyscyplina            | M  | K  | Razem |
| --------------------- | -- | -- | ----- |
| Badminton             | 1  | 0  | 1     |
| Kajakarstwo           | 2  | 2  | 4     |
| Kolarstwo szosowe     | 4  | 3  | 7     |
| Kolarstwo torowe      | 1  | 2  | 3     |
| Lekkoatletyka         | 21 | 14 | 35    |
| Łucznictwo            | 1  | 1  | 2     |
| Pływanie              | 7  | 2  | 9     |
| Podnoszenie ciężarów  | 3  | 3  | 6     |
| Strzelectwo           | 2  | 1  | 3     |
| Szermierka na wózkach | 4  | 3  | 7     |
| Tenis na wózkach      | 2  | 0  | 2     |
| Tenis stołowy         | 8  | 4  | 12    |
| Wioślarstwo           | 1  | 1  | 2     |
| Razem                 | 57 | 36 | 93    |

| Zawodnik               | Data urodzenia            | Klub                                  | Dyscyplina            | Klasa startowa  |
| ---------------------- | ------------------------- | ------------------------------------- | --------------------- | --------------- |
| Adrian Castro          | 4 czerwca 1990(dts)       | IKS AWF Warszawa                      | Szermierka na wózkach | B               |
| Patryk Chojnowski      | 5 kwietnia 1990(dts)      | KSI Start Szczecin                    | Tenis stołowy         | 10              |
| Maksym Chudzicki       | 24 maja 1999(dts)         | KS Bronowianka Kraków                 | Tenis stołowy         | 7               |
| Łukasz Ciszek          | 7 marca 1980(dts)         | ZSiR Start Kielce                     | Łucznictwo            | –               |
| Krzysztof Ciuksza      | 29 listopada 1997(dts)    | GZSN Start Gorzów Wlkp.               | Lekkoatletyka         | T36             |
| Jacek Czech            | 29 lutego 1976(dts)       | G8 Bielany Warszawa                   | Pływanie              | S2, SB1, SM2    |
| Rafał Czuper           | 19 lutego 1988(dts)       | PSSON Start Białystok                 | Tenis stołowy         | 2               |
| Michał Derus           | 21 września 1990(dts)     | TZSN Start Tarnów                     | Lekkoatletyka         | T47             |
| Przemysław Drąg        | 25 marca 2002(dts)        | LKS Gol-Start Częstochowa             | Pływanie              | S11, SB11, SM11 |
| Kamil Fabisiak         | 16 maja 1984(dts)         | SIKT Płock                            | Tenis na wózkach      | –               |
| Michał Gadowski        | 17 listopada 1990(dts)    | KSI Start Szczecin                    | Wioślarstwo           | PR2Mix2x        |
| Krystian Giera         | 5 lutego 1981(dts)        | SKS Regenerat Inowrocław              | Kolarstwo szosowe     | H4              |
| Michał Głąb            | 25 października 1992(dts) | GZSN Start Gorzów Wlkp.               | Lekkoatletyka         | F33             |
| Michał Golus           | 11 października 1995(dts) | MKS Wodnik Radom                      | Pływanie              | S8, SB8, SM8    |
| Bartosz Górczak        | 8 stycznia 1988(dts)      | GZSN Start Gorzów Wlkp.               | Lekkoatletyka         | F53             |
| Piotr Grudzień         | 27 września 1991(dts)     | ZS-R Start Zielona Góra               | Tenis stołowy         | 8               |
| Igor Hrehorowicz       | 7 grudnia 2002(dts)       | WZSN Start Wrocław                    | Pływanie              | S9, SB8, SM9    |
| Robert Jachimowicz     | 7 czerwca 1967(dts)       | SSN Start Koszalin                    | Lekkoatletyka         | F52             |
| Tomasz Jakimczuk       | 17 marca 1978(dts)        | ZS-R Start Zielona Góra               | Tenis stołowy         | 2               |
| Piotr Jaroszewski      | 29 czerwca 1966(dts)      | SIKT Płock                            | Tenis na wózkach      | –               |
| Piotr Kosewicz         | 31 maja 1974(dts)         | WZSN Start Wrocław                    | Lekkoatletyka         | F52             |
| Aleksander Kossakowski | 15 marca 1994(dts)        | RSSiRON Start Radom                   | Lekkoatletyka         | T11             |
| Michał Kotkowski       | 8 grudnia 1998(dts)       | SS-R Start Poznań                     | Lekkoatletyka         | T37             |
| Grzegorz Lanzer        | 27 kwietnia 1986(dts)     | SSN Start Koszalin                    | Podnoszenie ciężarów  | 65 kg           |
| Maciej Lepiato         | 18 sierpnia 1988(dts)     | ZSN Start Gorzów Wlkp.                | Lekkoatletyka         | T44             |
| Rafał Lis              | 20 marca 1979(dts)        | SR-S Szansa-Start Gdańsk              | Tenis stołowy         | 4               |
| Mirosław Madzia        | 25 października 1979(dts) | IKS Cieszyn                           | Lekkoatletyka         | F11             |
| Wojciech Makowski      | 19 lutego 1992(dts)       | AZS AWF Wrocław                       | Pływanie              | S11, SB11, SM11 |
| Łukasz Mamczarz        | 14 czerwca 1988(dts)      | GZSN Start Gorzów Wlkp.               | Lekkoatletyka         | T63             |
| Bartłomiej Mróz        | 9 sierpnia 1994(dts)      | BENINCA UKS Feniks Kędzierzyn – Koźle | Badminton             | SU5             |
| Maciej Nalepka         | 18 stycznia 1977(dts)     | IKS Jezioro Tarnobrzeg                | Tenis stołowy         | 4               |
| Michał Nalewajek       | 15 grudnia 1992(dts)      | IKS AWF Warszawa                      | Szermierka na wózkach | A               |
| Alan Ogorzałek         | 4 czerwca 2003(dts)       | WZSN Start Wrocław                    | Pływanie              | S10, SB9, SM10  |
| Kamil Otowski          | 29 października 1999(dts) | WZSN Start Wrocław                    | Pływanie              | S3, SB2, SM3    |
| Mateusz Owczarek       | 13 marca 1996(dts)        | RSSiRON Start Radom                   | Lekkoatletyka         | T37             |
| Tomasz Pauliński       | 27 maja 1989(dts)         | SSiRON Start Bydgoszcz                | Lekkoatletyka         | F34             |
| Daniel Pek             | 28 listopada 1991(dts)    | UKS Olimpijczyk Skorzewo              | Lekkoatletyka         | T20             |
| Dariusz Pender         | 16 października 1974(dts) | IKS AWF Warszawa                      | Szermierka na wózkach | A               |
| Grzegorz Pluta         | 28 listopada 1974(dts)    | IKS AWF Warszawa                      | Szermierka na wózkach | B               |
| Marcin Polak           | 28 listopada 1982(dts)    | KKT Hetman Lublin                     | Kolarstwo szosowe     | B               |
| Marcin Polak           | 28 listopada 1982(dts)    | KKT Hetman Lublin                     | Kolarstwo torowe      | B               |
| Rafał Rocki            | 13 czerwca 1976(dts)      | IKS Atak Elbląg                       | Lekkoatletyka         | F52             |
| Filip Rodzik           | 13 września 1980(dts)     | Skorpion Polkowice                    | Strzelectwo           | SH1             |
| Janusz Rokicki         | 16 sierpnia 1974(dts)     | IKS Cieszyn                           | Lekkoatletyka         | F57             |
| Maciej Sochal          | 29 sierpnia 1987(dts)     | SSN Start Koszalin                    | Lekkoatletyka         | F32             |
| Szymon Sowiński        | 23 grudnia 1981(dts)      | ZS-R Start Zielona Góra               | Strzelectwo           | SH2             |
| Lech Stoltman          | 2 lutego 1985(dts)        | GZSN Start Gorzów Wlkp.               | Lekkoatletyka         | F55             |
| Mateusz Surwiło        | 21 listopada 1991(dts)    | ZS-R Start Zielona Góra               | Kajakarstwo           | KL3             |
| Rafał Szumiec          | 23 stycznia 1983(dts)     | Veloaktiv Kraków                      | Kolarstwo szosowe     | H3              |
| Sławomir Szymański     | 19 marca 1985(dts)        | WZSN Start Wrocław                    | Podnoszenie ciężarów  | 49 kg           |
| Tomasz Ściubak         | 9 października 1982(dts)  | SSiRON Start Bydgoszcz                | Lekkoatletyka         | F37             |
| Jakub Tokarz           | 14 października 1981(dts) | WZSN Start Wrocław                    | Kajakarstwo           | KL1             |
| Mariusz Tomczyk        | 10 maja 1971(dts)         | WZSN Start Wrocław                    | Podnoszenie ciężarów  | 59 kg           |
| Bartosz Tyszkowski     | 25 stycznia 1994(dts)     | GZSN Start Gorzów Wlkp.               | Lekkoatletyka         | F41             |
| Marek Wietecki         | 2 czerwca 1983(dts)       | GZSN Start Gorzów Wlkp.               | Lekkoatletyka         | F12             |
| Rafał Wilk             | 9 grudnia 1974(dts)       | WZSN Stal Rzeszów                     | Kolarstwo szosowe     | H4              |
| Krzysztof Żyłka        | 10 grudnia 1979(dts)      | IKS Jezioro Tarnobrzeg                | Tenis stołowy         | 4               |

| Zawodniczka               | Data urodzenia            | Klub                           | Dyscyplina            | Klasa startowa  |
| ------------------------- | ------------------------- | ------------------------------ | --------------------- | --------------- |
| Emilia Babska             | 23 kwietnia 2000(dts)     | CWKS Legia Warszawa            | Strzelectwo           | SH1             |
| Barbara Bieganowska-Zając | 1 września 1981(dts)      | M-GOKSiR Korfantów             | Lekkoatletyka         | T20             |
| Dorota Bucław             | 16 października 1977(dts) | IKS AWF Warszawa               | Tenis stołowy         | 1               |
| Kinga Dróżdż              | 6 września 1994(dts)      | IKS AWF Warszawa               | Szermierka na wózkach | A               |
| Marta Fidrych             | 26 lipca 1990(dts)        | IKS AWF Warszawa               | Szermierka na wózkach | A               |
| Justyna Franieczek        | 6 kwietnia 1989(dts)      | Start Skrzatusz / Gwardia Piła | Lekkoatletyka         | T20             |
| Patrycja Haręza           | 31 stycznia 1991(dts)     | Victoria 1918 Jaworzno         | Szermierka na wózkach | B               |
| Oliwia Jabłońska          | 16 kwietnia 1994(dts)     | WZSN Start Wrocław             | Pływanie              | S10, SB9, SM10  |
| Alicja Jeromin            | 22 maja 1985(dts)         | RSSiRON Start Radom            | Lekkoatletyka         | T46/47          |
| Renata Kałuża             | 28 kwietnia 1981(dts)     | Veloaktiv Kraków               | Kolarstwo szosowe     | H3              |
| Jagoda Kibil              | 15 sierpnia 1999(dts)     | RSSiRON Start Radom            | Lekkoatletyka         | T35             |
| Justyna Kiryła            | 11 października 1995(dts) | KKT Hetman Lublin              | Kolarstwo szosowe     | B               |
| Justyna Kiryła            | 11 października 1995(dts) | KKT Hetman Lublin              | Kolarstwo torowe      | B               |
| Lucyna Kornobys           | 17 lutego 1978(dts)       | WZSN Start Wrocław             | Lekkoatletyka         | F34             |
| Faustyna Kotłowska        | 24 marca 2001(dts)        | GZSN Start Gorzów Wlkp.        | Lekkoatletyka         | F64             |
| Róża Kozakowska           | 26 sierpnia 1989(dts)     | TZSN Start Tarnów              | Lekkoatletyka         | T38             |
| Justyna Kozdryk           | 4 marca 1980(dts)         | RSSiRON Start Radom            | Podnoszenie ciężarów  | 45 kg           |
| Katarzyna Kozikowska      | 16 lipca 1994(dts)        | WZSN Start Wrocław             | Kajakarstwo           | KL3             |
| Kamila Kubas              | 13 maja 1983(dts)         | ZS-R Start Zielona Góra        | Kajakarstwo           | KL2             |
| Karolina Kucharczyk       | 24 kwietnia 1991(dts)     | MUKS Kadet Rawicz              | Lekkoatletyka         | T20             |
| Krystyna Łysiak           | 11 marca 1979(dts)        | UKS Dziesiątka Nowa Sól        | Tenis stołowy         | 11              |
| Jolanta Majka             | 13 lipca 1978(dts)        | KSI Start Szczecin             | Wioślarstwo           | PR2Mix2x        |
| Klaudia Maliszewska       | 28 stycznia 1992(dts)     | CR Grudziądz                   | Lekkoatletyka         | F35             |
| Joanna Mazur              | 13 marca 1990(dts)        | TZSN Start Tarnów              | Lekkoatletyka         | T11             |
| Joanna Mendak             | 16 lutego 1989(dts)       | PSSON Start Białystok          | Pływanie              | S13, SB13, SM13 |
| Joanna Oleksiuk           | 14 lipca 1992(dts)        | KSI Start Szczecin             | Lekkoatletyka         | F33             |
| Milena Olszewska          | 21 maja 1984(dts)         | GZSN Start Gorzów Wlkp.        | Łucznictwo            | –               |
| Natalia Partyka           | 27 lipca 1989(dts)        | KSI Start Szczecin             | Tenis stołowy         | 10              |
| Karolina Pęk              | 8 lutego 1998(dts)        | KS Bronowianka Kraków          | Tenis stołowy         | 9               |
| Marta Piotrowska          | 29 grudnia 1991(dts)      | WZSN Start Wrocław             | Lekkoatletyka         | T37             |
| Paulina Przywecka-Puziak  | 5 października 1991(dts)  | SSiRON Start Bydgoszcz         | Podnoszenie ciężarów  | 67 kg           |
| Dominika Putyra           | 25 listopada 1985(dts)    | SNiS Syrenka Warszawa          | Kolarstwo szosowe     | B               |
| Dominika Putyra           | 25 listopada 1985(dts)    | SNiS Syrenka Warszawa          | Kolarstwo torowe      | B               |
| Renata Śliwińska          | 5 września 1996(dts)      | GZSN Start Gorzów Wlkp.        | Lekkoatletyka         | F40             |
| Anna Trener-Wierciak      | 31 marca 1991(dts)        | AZS AWF Kraków                 | Lekkoatletyka         | T38             |
| Marzena Zięba             | 27 marca 1990(dts)        | TZSN Start Tarnów              | Podnoszenie ciężarów  | +86 kg          |